# 다수결
다수결(多數決)은 표결자의 절반 이상이 동의하는, 다수가 선택하여 결정하는 원리이다. 민주주의국가를 포함한 여러 곳에서 사용된다.

## 개요
민주주의를 구체화해 가는 데 있어서 가장 커다란 역할을 수행해 온 것은 다수결원리이다. 다수결원리는 기본적으로 정치상의 대립에 결말(決末)을 지우는 방식이며 그런 의미에서 칼 베커(Carl Becker, 1873-1945：미국의 역사가)가 말한 것처럼 "데모크라시는 머릿수를 헤아리는 편이 머리를 쪼개는 것보다는 좋다는 원리에 서 있다"는 것은 의심할 여지가 없다. 그러나 동시에 그것이 정치적 통합의 방식으로서는 뛰어나게 근대적인 성격을 갖고 있는 것도 틀림이 없다.
다수결은 원칙적으로 어떤 일에 대해 그 찬부(贊否)를 묻는다는 형식으로 행해지나 이것은 먼저 채결(採決)에 있어서 그 일에 대한 견해가 찬성인가 반대인가라는 2원적(二元的) 형태로 통합되는 것을 의미하고 있다. 이 이원성은 그 일이 문제되기 시작할 때에는 두 겹이 아니라 몇 겹으로 갈라져 있는 것이 통례이기 때문이다.
따라서 이러한 이원성은 상호간에 타협하거나 양보하거나 하면서 이해관계의 조정(調整)을 꾀하는 결과 생겨나는 것으로서 다양한 견해가 다수결원리를 적용할 수 있는 형태로 바뀌어 가는 과정을 통하여 사적(私的)인 여러 이익에서 공적 이익이 형성되어 간다고 생각할 수 있을 것이다.
정치적인 다수결원리가 결국은 권력을 배경으로 한 통합의 한 방식이라 하더라도 그것이 근대적 의미를 갖는 것은 그것을 통하여 이러한 형태의 통합이 가능하게 된다는 점에 있다. 동시에 이것을 개인의 편에서 본다면 다수결원리는 보다 다수의 개인의 의사가 살려지고 자기의 의사에 반하여 결정을 강요당하는 개인이 보다 소수인 것을 의미한다. 자유를 소극적 자유로서 이해하면, 즉 가능한 한 자기의 의사로서 일을 결정하거나 선택하는 것이라고 이해하면 다수결원리는 정치적 자유를 최대한으로 확보하는 통합방식이라고 말할 수 있겠다.
그리고 다수결원리에 있어서는 각개인의 의사가 모두 똑같이 한표로서 취급되고 또 각개인이 모두 상호평등하기 때문에 가능한 한 많은 사람들이 자유롭지 않으면 안 된다는 점에 있어서, 여기서는 평등의 이념도 중요한 구성요인이 되고 있다고 하겠다. 이렇게 하여 다수결원리는 한편에선 뛰어난 근대적 통합방식이나 동시에 다른 편에서는 민주주의의 2대 이념인 자유와 평등을 가능한 한 현실화하는 방식이기도 하다. 말하자면 민주주의와 현실의 정치와를 결부시키는 기능을 수행하고 있다고 생각되는 것이다.

## 같이 보기
- 다수주의
- 제곱 투표